# Dương Thị Bí
Dương Thị Bí (楊氏賁, 1420 - 1481) quê gốc ở huyện Thượng Phúc, trấn Sơn Nam (nay là huyện Thường Tín, Hà Nội),  là một tì thiếp của Hoàng đế Lê Thái Tông, xuất thân từ một gia đình có truyền thống khoa bảng, viễn tổ là Dương Chính, đỗ Đệ nhị giáp khoa thi Thái học sinh năm Mậu Thìn, niên hiệu Trinh Phù năm thứ 3 (1178) đời vua Lý Cao Tông, còn anh trai là Dương Công Phiếm Ái làm Thái y viện đại sứ trong triều. Bà đã sinh hạ cặp song thai long phụng là Lạng Sơn vương Lê Nghi Dân và Vệ Quốc Trưởng Công Chúa Lê Thị (tên dã sử: Lê Ngọc Đường) cho vua (cần dẫn nguồn). Ban đầu bà được phong làm Phi, sau vì bị nghi là thiên tư kiêu ngạo nên bị giáng làm Chiêu nghi, sau nữa tiếp tục bị giáng làm thứ nhân. Cuối cùng bà và con trai Lê Nghi Dân bị lưu đày ở Lạng Sơn. Sau đó, bà về sinh sống ở điền ấp gia đình anh trai Thái y viện đại sứ Dương Công Phiếm Ái tại trang Cá Chử, tổng Kê Sơn, huyện Đồng Lại, phủ Tân An (nay là xã Vinh Quang, huyện Vĩnh Bảo, Hải Phòng).

## Tiểu sử
Lê Thái Tông có nhiều phi tần và có tổng cộng 4 người con trai và ba con gái. Trước khi sinh hoàng tử, Thái Tông đã có 2 bà phi là Nguyên phi Lê Ngọc Dao, con gái của Đại tư đồ Lê Sát và Huệ phi Lê Nhật Lệ, con gái của Tư khấu Lê Ngân. Khi Lê Sát và Lê Ngân bị xử tội năm 1437, hai người bị phế. Lê Ngọc Dao xuống làm thứ nhân, còn Lê Nhật Lệ xuống làm Tu dung.
Sau đó, Thái Tông sủng hạnh Dương Thị Bí và sinh ra con trai trưởng là Lê Nghi Dân vào năm 1439, không lâu sau lập làm Hoàng thái tử. Dương phi vì có con làm Thái tử và do việc tranh giành quyền lực trong cung mà bị nghi là ỷ sủng sinh kiêu, ức hiếp người trong cung, từng bị nghi ngờ là do âm mưu của bà Nguyễn Thị Anh nhưng không có chứng cứ.
Năm 1440, Thái Tông bắt đầu sủng ái bà Nguyễn Thần phi. Nhân bà Dương phi kiêu ngạo, Thái Tông truất bà xuống làm Chiêu nghi. Một năm sau, người con trai thứ hai là Lê Khắc Xương ra đời, nhưng mẹ là Bùi quý nhân không được Thái Tông yêu nên cũng thất sủng. Cùng năm đó Nguyễn Thần phi sinh được Hoàng tử thứ ba Lê Bang Cơ, Thái Tông liền truất Nghi Dân làm Lạng Sơn vương và lập Bang Cơ làm Hoàng thái tử.
Sau án "Lệ Chi viên", gia đình Nguyễn Trãi bị tru di tam tộc, Dương Thị Bí không muốn ở chốn kinh thành nữa, mà bà ở thái ấp của anh trai để tang chồng và sống cuộc đời dân dã tại trang Cá Chử, tổng Kê Sơn, huyện Đồng Lại, phủ Tân An (nay là xã Vinh Quang, huyện Vĩnh Bảo, Hải Phòng), kể cả khi con trai lên làm vua bà cũng không về kinh đô, cho tới lúc qua đời vào ngày 15 tháng 2 năm Hồng Đức thứ 12 (1481) đời vua Lê Thánh Tông, hưởng thọ 61 tuổi.
Khi bà mất được vua Lê Thánh Tông tổ chức theo bậc quyền quý, cấp tiền xây cất lăng mộ, cấp ba mẫu ruộng cho việc duy trì thờ cúng và cho 100 phiến gỗ lim để làm từ đường Dương tộc. Riêng phần mộ của bà được các hậu duệ và dân thôn trang Cá Chử gìn giữ, bảo quản, tu tạo đến thời kỳ bao cấp.

## An táng
Năm 1977 Viện Khảo cổ học Việt Nam đã tiến hành khai quật mộ bà tại giữa thôn Nhân Giả, xã Vinh Quang, huyện Vĩnh Bảo, Hải Phòng: Quan tài bằng gỗ ngọc am, trong quan tài có mũ cánh chuồn của vua ban, đai mạng và đồ nữ trang y phục, phẩm phục bằng tơ lụa, các cổ vật theo hình chim lạc Việt, các hình con vật như Tứ qúy Linh Quy, long mã hình nhân người ngựa. Đặc biệt có đôi nụ hồng nhân bằng vàng hình quả bầu nặng 11.58 gam, trên thi hài còn có lá trầu vàng và quả cau vàng.
Bên ngoài quan tài có gỗ bản to 20 x 20 x 220 centimet bằng gỗ trầm hương. Để bảo quản thi hài bên trong đổ các hoa bỏng ngọc thực và bông sợi chống thấm. Nắp ngoài là lớp hợp chất bằng giấy nện vỏ sò (đường mía giấy bùi) chất liệu tinh xảo kết keo khép kín ngôi mộ dài 30 centimet, ngoài ra còn đổ đất sét dài 15 mét rộng 10 mét, cao 1.5 mét. Sau đó thi hài bà được di dời an táng tại một khu riêng của nghĩa trang thôn Nhân Giả, xã Vinh Quang.